# إيتوري ماركيافافا
إيتوري ماركيافافا (3 يناير 1847 - 22 أكتوبر 1935) كان طبيبًا إيطاليًا و أخصائيًا في علم الأمراض و طبيب أعصاب.
 قضى معظم حياته المهنية كأستاذ للطب في جامعة روما (Sapienza Università di Roma).أعماله على الملاريا وضعت الأساس لعلم الملاريا الحديث.كان هو وAngelo celli( أنجيلو سيلي) أول من وضح و شرح طفيليات الملاريا الحية في دم الإنسان ، واستطاعوا تمييز الطفيليات الأولية المسؤولة عن الملاريا التيرتيّة والحميدة.في عام 1885 ، أعطوا الاسم العلمي الرسمي Plasmodium لهذه الطفيليات. 
كما اكتشفوا المكورات السحائية كعامل مسبب لالتهاب السحايا الدماغي والشوكي. كان Marchiafava أول من وصف التهاب الشرايين الدماغية الإفرنجي وانحلال الدماغ في مريض كحولي ، والذي يُعرف الآن باسم مرض Marchiafava. قدم وصفا كاملا لمرض وراثي في الدم يعرف الآنبيلة الهيموغلوبين الليلي الانتيابي أو في بعض الأحيان متلازمة ستروبينغ - مارشيافافا - ميشيلي ، تكريما للعلماء الرواد. طبيبًا شخصيًا لثلاثة باباوات متتاليين وأيضًا إلى بيت سافوي. في عام 1913 انتخب لعضوية مجلس الشيوخ في مملكة إيطاليا. أسس أول مصحة إيطالية لمكافحة السل في روما. انتُخب عضوًا في أكاديمية لينسيان ، وأصبح نائبًا لرئيسها عام 1933.

## السيرة الشخصية
ولد إيتوري ماركيافافا في روما من فرانشيسكو ماركيافافا وماريانا فرشيلي. تخرج في الطب والجراحة من جامعة روما (Sapienza Università di Roma) في عام 1869. حصل على درجة الدكتوراه في عام 1872. حصل على الميدالية الذهبية من دورته الطبية. عمل على الفور كمساعد ل توماسي كروديلي في قسم علم الأمراض بجامعة روما. تم تعيينه أستاذًا مساعدًا في عام 1881 ، وأصبح أستاذًا كاملاً اعتبارًا من 19 أبريل 1885. وفي عام 1886 ، خلف كروديلي كرئيس للقسم. في عام 1916 خلف غيدو باتشيلي كرئيس للطب ، وفي عام 1917 حصل على تعيين إضافي لأستاذ الطب. تقاعد في 30 يوليو 1922 واستمر
كأستاذ فخري.خلال حياته المهنية ، عمل مارشيفا في العديد من المكاتب المهمة. كان مديرًا لمجلس علم الأنسجة الباثولوجي في جامعة روما عام 1882 ، وعضوًا في المجلس الأعلى للتعليم خلال 1895-1899 ، وعضوًا استثنائيًا في مجلس الصحة الإقليمي في روما ، وعضوًا في مجلس الصحة الإقليمي في روما ، نائب رئيس للجنة المركزيةللصليب الأحمر الإيطالي ، وعضو مراسل في أكاديمية لينسيان عام 1899 ، وعضو وطني في أكاديمية دي لينسي في عام 1908. انتُخب نائبًا لرئيس أكاديمية روما لينسي في الفترة من 13 يوليو إلى 27 نوفمبر 1933 خدم كطبيب شخصي لثلاثة باباوات ، ليو الثالث عشر ، بيوس العاشر و بنيديكت الخامس عشر. وكان أيضًا طبيبًا رسميًا فيالبيت الملكي في سافوي. في عام 1913 ، انتخب عضوًا في مجلس الشيوخ بمملكة إيطاليا.

## الإنجازات
طور ماركيافافا لأول مرة اهتمامه البحثي الأول في علم الأمراض من روبرت كوخ، الذي التقى به في برلين خلال دورة الدكتوراه. درس الملاريا بشكل مكثف لمدة أحد عشر عامًا ، من عام 1880 إلى عام 1891. معأنجيلو سيلي، في عام 1880 ، أكد وجود بروتوزوان جديد (يسمى آنذاك متصورة منجلية) اكتشفه ألفونس لافيران ، حيث وجده في دم العديد من المرضى الذين يعانون من حمى الملاريا.  كانوا أول من استخدم التلطيخ المناسب (مع أزرق الميثيلين) لتحديد طفيل الملاريا كأصباغ زرقاء اللون مميزة في خلايا الدم. أظهروا أن الطفيليات تعيش داخل خلايا الدم ، وأنهم ينقسمون عن طريق التقسيم البسيط (الانشطار). كانوا أول من تعرف على عدة مراحل من تطور طفيل الملاريافي دم الإنسان. أطلقوا على الكائنات الحية الدقيقة الجديدة متصورة في عام 1885. ساعدت أعمالهم على التمييز بين أنواع مختلفة من الملاريا نتيجة الإصابة بأنواع مختلفة من Plasmodium. ] معأميكو بينجامي نشر دراسة كلاسيكية عن حمى الصيف والخريف في عام 1892 ، والتي تُرجمت إلى اللغة الإنجليزية في عام 1894. وكان هذا أساسًا رئيسيًا في علم الملاريا الحديث. وقد أبلغوا عن الأدلة المباشرة لنظرية البعوض على أن البعوض ينقل الملاريا.
ماركيافافا مؤلف كتاب Sulle febbri malariche estivo-autunnali (1892) و La infezione malarica (1902). في عام 1884 ، مع Angel Celli ، لاحظ لأول مرة المكورات المزدوجة سلبية الجرام في السائل الدماغي الشوكي لحالة مميتة من التهاب السحايافي عام 1884. وكان هذا هو النيسرية السحائية التي لم يتم تسميتها آنذاك (المكورات السحائية) ، عامل التهاب السحايا الجرثومي ، على الرغم من عدم إثبات ذلك حتى عام 1887 عندما قام أنتون ويتشلباوميسول بتفكيك البكتيريا من ست حالات من التهاب السحايا ، ووضع العزلات كنوع مميز. وصف Marchiafava لأول مرة علم التشريح المرضي لالتهاب الشرايين الدماغية الإفرنجي. في عام 1897 ، لاحظ جسدًا مُستعملًا في دماغ مريض كحولي ، وفي عام 1903 ، مع أميكو بينجامي ، نشر وصفًا كاملاً لجنون مدمني الكحول ، والذي يُعرف أحد أشكاله اليوم بمرض مارشيافا - بينجامي.  (هذا المرض معروف الآن لدى مرضى السكر غير الكحوليين).  كان أول من أثبت أهمية التصلب في الشرايين التاجية في التسبب في احتشاء عضلة القلب. كما عمل على اعتلال الكليةووصف التهاب العقديات الكلوية العقدية. في عام 1931 ، وصفبيلة الهيموغلوبين الليلي الانتيابي بعمق ، وأيضًا شكل نادر من هذا المرض متلازمة ستروبنج-مارشيافافا-ميشيلي.
في عام 1925 ، نظم ماركيافافا أول مؤتمر دولي حول الملاريا.

## الجوائز و التكريمات
فارس لل العرش الإيطالي (5 يونيو 1881)
ضابط في العرش الإيطالي  (11 يناير 1885)
فارس ل امر موريس ولعازر (20 يناير 1889)
ضابط ل امر SS. موريس ولعازر (27 يناير 1890)
قائد في عرش إيطاليا (30 ديسمبر 1894)
انتخب زميلا حاملا للشهادة الفخرية للجمعية الملكية للطب (1905)
الضابط الكبير في عرش إيطاليا (29 ديسمبر 1907)
فارس في حضارة سافوي (1916)
فارس ل SS. موريس ولعازر (19 أكتوبر 1923)
وشاح كبير في عرش إيطاليا (13 نوفمبر 1924)
الضابط الأكبر ل SS. موريس ولعازر (2 يوليو 1926)
وسام مانسون (1926)